# El príncep Caspian
|  | Aquest article tracta sobre el llibre. Si cerqueu l'adaptació cinematogràfica, vegeu «Les Cròniques de Nàrnia: El príncep Caspian». |

El príncep Caspian (en anglès: Prince Caspian: The Return to Narnia) és una novel·la fantàstica creada per l'irlandés C.S. Lewis, publicada per Geoffrey Bles el 1951. És el quart llibre per ordre cronològic i el segon per ordre de publicació de l'heptologia Les Cròniques de Nàrnia (1950–1956).
Lewis l'havia acabat d'escriure el 1949, abans que sortís el primer llibre. És el quart volum de les darreres edicions de la sèrie, seqüenciat segons la cronologia interna dels llibres. Com els altres, va ser il·lustrat per Pauline Baynes i la seva obra s'ha conservat en moltes edicions posteriors.
Prince Caspian presenta un "retorn a Nàrnia" dels quatre fills Pevensie de la primera novel·la, aproximadament un any més tard a Anglaterra però 1300 anys després a Nàrnia. És l'únic llibre de Les Cròniques amb homes dominants a Nàrnia. Els animals parlants i els éssers mítics estan oprimits, i alguns poden estar en perill d'extinció. Els germans anglesos, els mítics reis i reines de Nàrnia, són recordats màgicament, un cop més nens, pel príncep Caspian refugiat.
Macmillan US va publicar una edició americana durant l'any natural.